# Gle Bulat
Gle Bulat är ett berg i Indonesien.   Det ligger i provinsen Aceh, i den västra delen av landet, 1 800 km nordväst om huvudstaden Jakarta. Toppen på Gle Bulat är 385 meter över havet, eller 188 meter över den omgivande terrängen. Bredden vid basen är 1,4 km.
Terrängen runt Gle Bulat är varierad. Runt Gle Bulat är det mycket glesbefolkat, med 4 invånare per kvadratkilometer. I omgivningarna runt Gle Bulat växer i huvudsak städsegrön lövskog.